# 常松克安
常松 克安（つねまつ かつやす、1933年8月15日 - ）は、日本の政治家、元公明党参議院議員（1期）。

## 来歴
三重県出身。三重県立松阪北高等学校（現在の三重県立松阪工業高等学校）卒。松阪市議、公明党三重県本部書記長、副本部長、本部長、党中央委員を経て、1983年の第13回参議院議員通常選挙に比例区から公明党公認で立候補したが落選した。
1989年の第15回参議院議員通常選挙で比例区から立候補して当選する。1994年、新進党結党に参加。参議院議員を1期務め、1995年に政界を引退した。
2003年、救急救命士制度の導入に尽力した議員経験者として、NHK総合のドキュメンタリー番組『プロジェクトX〜挑戦者たち〜』から取材を受けた。

## 活動

### 救急救命士の創設
1989年10月18日、救急医療の実情を聞くため日本医科大学救命救急センターを訪れていたところ、交通事故に遭った男児が救急搬送される状況に遭遇する。当時の日本では「救急隊員は医師でないため、医療行為を行うことはできない」と法律上規定されていたため、救急搬送中に男児は医療行為を受けることができていなかった。
この出来事をきっかけに常松は搬送中のパラメディック（高度な応急処置）の必要性を実感し、同年11月の参議院決算委員会でパラメディックを認める制度の導入を訴えるも、政府からは難色を示された。これを受け、常松は全国29か所の消防署での救急隊員へのヒアリング、救急隊員の全国大会への参加などを重ね、1990年5月28日の参議院予算委員会に臨む。「搬送中にとまった心臓を除細動、電気ショックを与えるならば30％は救命率があるとはっきりここに報告書があるんです、医学的な」「助かる話が助からない、これは人命軽視にほかならないではないか」と政府に強く迫り、自治大臣の奥田敬和から「パラメディックの制度導入が我が国にも喫緊の問題として必要であろう」との答弁を引き出した。
この質疑がきっかけとなり、1991年4月に救急救命士法が成立し、1992年4月には第1回救急救命士国家試験によって3177人の救急救命士が誕生した。

## 著書
- 助かるはずの生命には明日が待てない 救急医療の最前線からの報告（1995年、龍門出版社） ISBN 978-4897792071